# Marks Pasmans
Marks Pasmans, de vegades citat com a Mark Pasman (Riga, 16 de març de 1932 - 4 d'agost de 2011) fou un jugador d'escacs letó.

## Resultats destacats en competició
Pasman va aprendre a jugar als escacs a 14 anys, i el 1951 es va proclamar campió de Letònia, per damunt d'Aleksandrs Koblencs. Va participar també en altres edicions del campionat de Letònia : 1949 – 14è, 1950 – 4t, 1952 – 2n, 1953 – 5è, 1954 – 5è, 1961 – 9è.
El 1958 va guanyar el campionat d'escacs de Riga i el campionat soviètic "Dinamo" de 1964.

### Participació en competicions per equips
Pasman va representar Letònia als campionats soviètics per equips de 1953 (+0 −2 =5), 1958 (+2 −4 =2), i 1960 (5 de 7 punts). També va jugar a la Copa Soviètica per equips, per l'equip de "Daugava" el 1954 (+3 −5 =2) i el "Dinamo" el 1968 (+1 −5 =3).